# Аристомах (Хераклиди)
Вижте пояснителната страница за други значения на Аристомах.
Аристомах (на старогръцки: Ἀριστόμαχος, Aristomachos) в древногръцката митология е син на доридския цар Клеодай, внук на Хил и правнук на Херакъл и Деянира. Принадлежи към рода на Хераклидите.
Той е локален владетел в Гърция през 12 век пр.н.е. и като пълководец пада убит по времето на нахлуването на Хераклидите в Пелопонес в боеве против Тисамен (син на Орест). Неговите синове Темен, Кресфонт и Аристодем завладяват след това страната.